# Философски преглед
«Философски преглед» (с болг. — «Философское обозрение») — болгарский философский журнал.
Основан в 1929 году. Выходил под редакцией Димитра Михалчева. С 1929 до 1943 года в журнале было опубликовано 468 статей; 114 критических отзывов; 70 вопросов и ответов; 226 статей по социологии и социальной педагогике. В работе журнала участвовали около 200 авторов: Александр Балабанов, Пётр Бицилли, Мара Белчева, Боян Болгар, Тодор Влайков, Орлин Василев, Любомир Владыкин, Венелин Ганев, Афанасий Далчев, Любен Диков, Атанас Илиев, Иван Кинкель, Димо Казасов, Ефрем Каранфилов, Иван Леков, Никола Мавродинов, Стефан Младенов, Фани Попова-Мутова, Петр Мутафчиев, Константин Петканов, Емануил Попдимитров, Иван Орманджиев, Петко Розен, Никола Сакаров, Александр Теодоров-Балан, Георги Томалевски, Иван Хаджийский, Младен Николов, Буко Исаев, Вера Златарева и другие. В журнале печатались и русские философы: Николай Бердяев, Николай Лосский, Евгений Спекторский.